# 願成寺 (名古屋市)
願成寺（がんじょうじ）は、愛知県名古屋市中村区にある天台宗の寺院。本尊は阿弥陀如来。少し離れた位置にある薬師堂には薬師如来が祀られている。

## 歴史
春日井市にある密蔵院の末寺。寺伝では奈良時代、行基の草創という。大永7年（1527年）没の盛海という僧が馬島重常（大智坊）の援助で再興した。薬師堂は織田信長の兵火によって焼失したが、寛永年間（1624年 - 1644年）に澄盛という僧が再興した。本尊は室町時代頃の作と推定される。
現在では規模が縮小しており、阿弥陀如来を祀る本堂のほか、飛地境内に薬師堂（中村区高須賀町8番地）がある。薬師堂は大相撲夏場所の時期になると相撲部屋の練習場を兼ねた施設として利用されている。
昭和30年頃には名古屋市観光協会の後援により大名古屋十二支の酉年本尊の霊場として札所となっている。

## 文化財
- 円空仏（柿本人麻呂像）

## 交通アクセス
- 近鉄名古屋線 烏森駅より徒歩で約10分。

## 参考資料
- 平凡社地方資料センター 編『日本歴史地名大系 愛知県の地名』平凡社、1981年、137頁。ISBN 4582490239。
- 愛知の霊場
- ぶろぐろぐ
- 東海・旅の足跡2